# 83

## Події
- Битва при Грампіанських горах — битва, в якій римські легіони перемогли британські племена. Відбулася біля  Грампіанських (Граупійських) гір на території сучасної Шотландії.
- Консули Риму: Тит Флавій Доміціан та Квінт Петіллій Церіал.
- Наступ війська Доміціана на Хаттів.
- У Римі заборонена кастрація рабів.

## Народились
- Гай Уммідій Квадрат  — державний діяч Римської імперії.

## Померли
- Марк Помпе́й Сільва́н Стабе́рій Флавіа́н — державний діяч Римської імперії, тричі консул-суффект 45, 76 і 83 року.